# Valle de Ordesa

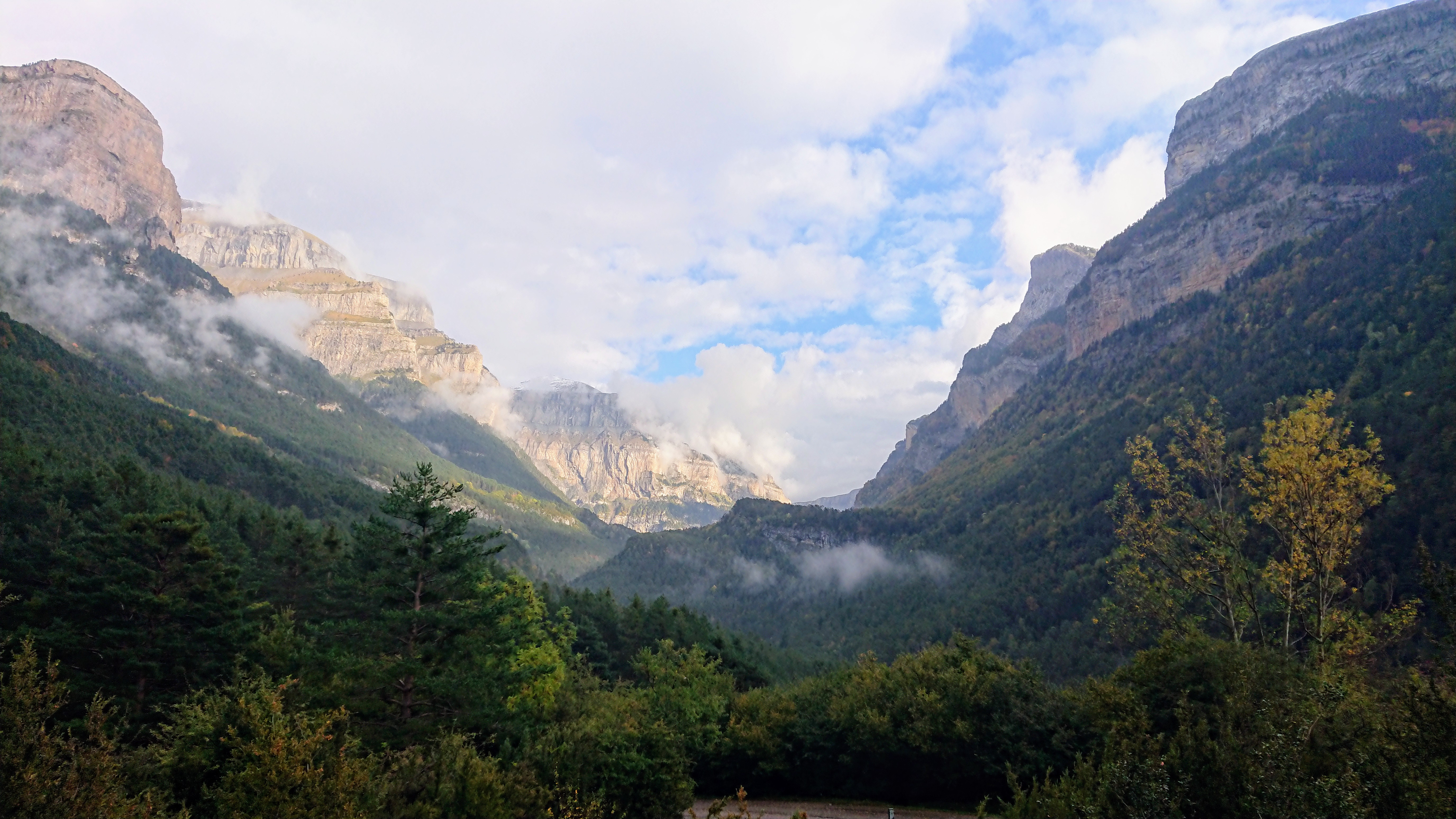
Vista del valle desde su entrada a la altura del antiguo Parador.

El Valle de Ordesa está ubicado en el Pirineo central de Huesca, comarca del Sobrarbe, Aragón (España). Está catalogado como Patrimonio de la Humanidad por la Unesco.
Este valle originó la creación del parque nacional de Ordesa el 16 de agosto de 1918. Años más tarde, en 1982, sería ampliado para crear el parque nacional de Ordesa y Monte Perdido incluyendo el macizo de Monte Perdido, el Cañón de Añisclo, las Gargantas de Escuaín y la cabecera del Valle de Pineta.
En sentido amplio, el Valle de Ordesa comprende una amplia zona de pequeños valles y barrancos, altiplanicies y picos (muchos de más de 3000 m de altura), cuyos límites serían al norte la cresta Monte Perdido-Mondarruego, que sirve de frontera con Francia en gran parte, al sur la cresta Sierra Custodia-Acuta y al oeste la confluencia con la cabecera del Valle del Ara o valle de Bujaruelo. Todo este conjunto conforma una cuenca fluvial, que a través de valles secundarios y cascadas, desemboca en el Valle de Ordesa propiamente dicho, por cuyo fondo discurre el río Arazas. El nacimiento de este río se produce en el valle de Ordesa a través del agua que cae de las cumbres formando la cascada Cola de Caballo muy famosa en el valle por ser la meta final de la ruta senderista que lleva su nombre.  

## Zonas altas
En las zonas altas destaca una parte de la cresta Norte, desde el Monte Perdido (3355 m) hasta los Gabietos (3034 m), toda una sucesión de picos de más de 3000 m y en la que se abre una impresionante grieta, la «Brecha de Rolando», paso «natural» entre Francia y España y que según la leyenda fue abierta por un golpe de la espada de Rolando (cómo si no explicar tal fenómeno de la naturaleza). Un poco al sur de la brecha se encuentra la Gruta de Casteret, cuyo interior está en gran parte helado, con columnas y cascadas de hielo. Actualmente está cerrada al público, y para entrar se necesita permiso del parque. 
La vertiente Norte va descendiendo en una sucesión de circos y valles glaciares, con cascadas impresionantes, entre las que destaca el Circo y cascada de Cotatuero, en cuya travesía se encuentran las famosas «clavijas de Cotatuero», unas simples barras metálicas clavadas en una pared vertical de paso obligado y no aptas para personas que sufran de vértigo.. .
El acceso a las cumbres del valle de Ordesa se puede realizar en vehículo desde Torla (Huesca) a través de una pista forestal, aunque su acceso esta restringido a vehículos autorizados. 

## Zonas bajas
El Valle de Ordesa propiamente dicho es un espectacular valle glaciar, con una marcada forma de «U», situado al suroeste del Macizo del Monte Perdido, por cuyo fondo el río Arazas va descendiendo en una sucesión de bellas cascadas. Desde la que inicia el valle, en el Circo de Soaso, conocida como la «Cola de Caballo», y que se abre en un abanico blanco que se desliza roca abajo, pasando por las Gradas de Soaso, una sucesión de múltiples cascadas escalonadas, hasta las cascadas del Estrecho y la Cueva, enormes saltos de agua que han labrado toboganes zigzagueantes en la roca caliza.
En las paredes verticales del valle, producidas por la diferente dureza de las capas rocosas puestas al descubierto por la acción del antiguo glaciar, se abren varias «fajas», pequeñas cornisas horizontales que permiten recorrer el valle en altura por vertiginosas y estrechas sendas. De ellas destacan la Senda de Cazadores, que llega a tener 600 m de desnivel respecto al fondo y que permite recorrer a vista de pájaro prácticamente todo el valle por su vertiente sur, y la Faja de las Flores, más alta y vertiginosa en la vertiente norte. 

## Flora y vegetación
Los primeros trabajos sobre la flora del valle de Ordesa los realizaron Taurino Mariano Losa y Pedro Montserrat Recoder en 1946.

## Galería de imágenes

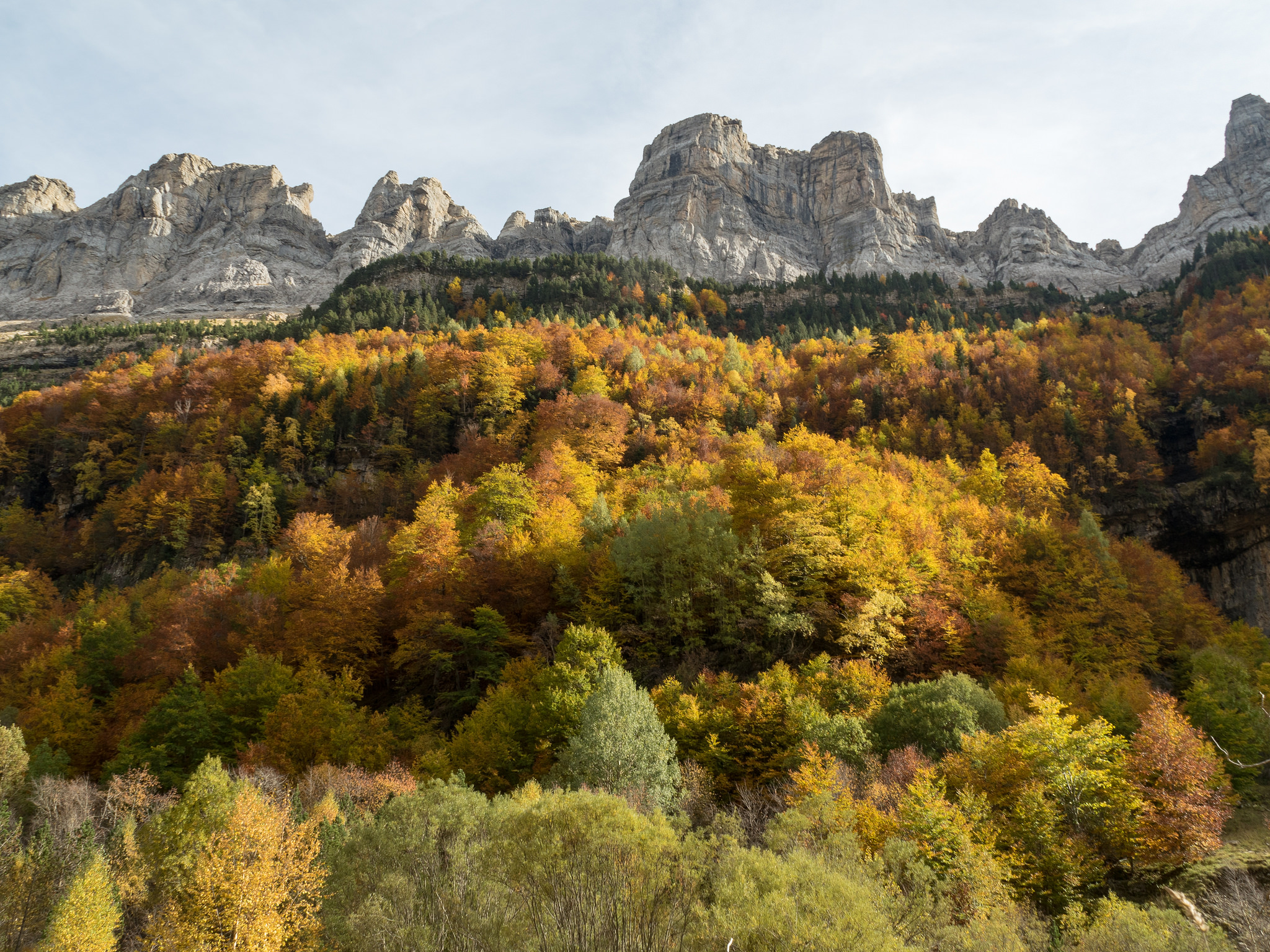
Colores de otoño en el Parque Nacional Monte Perdido-Ordesa desde el valle
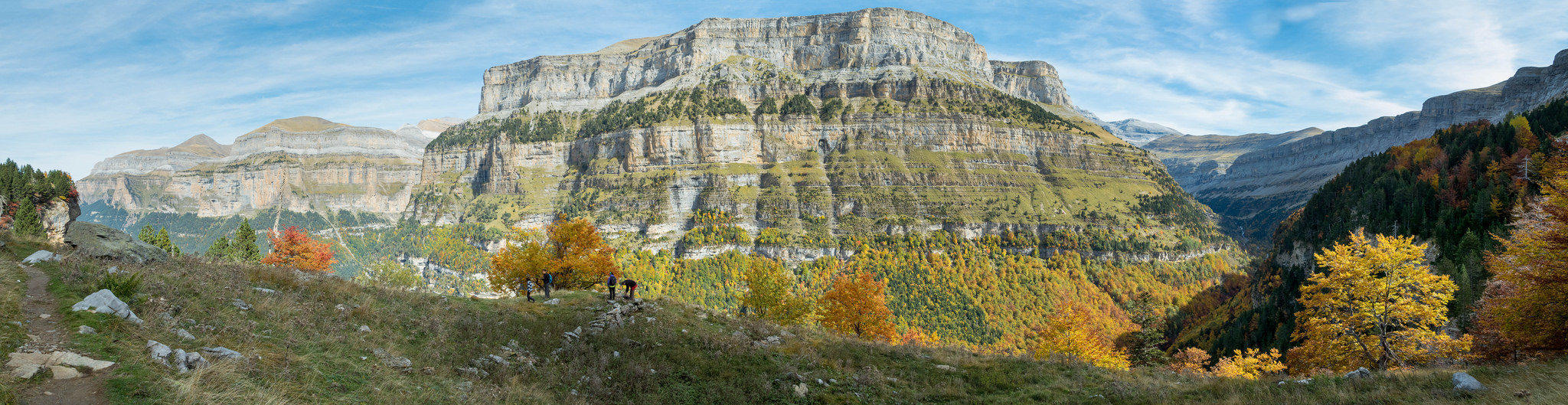
Vista panorámica del valle del Monte Perdido-Ordesa
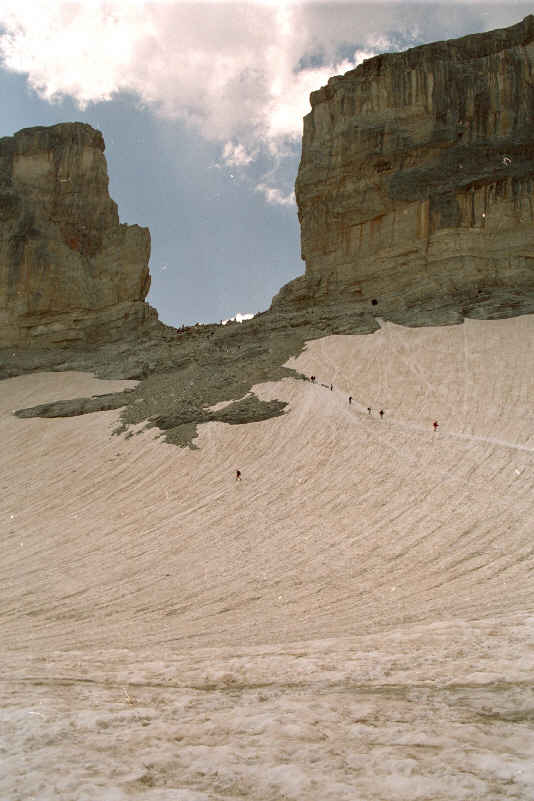
Brecha de Rolando en su vertiente norte
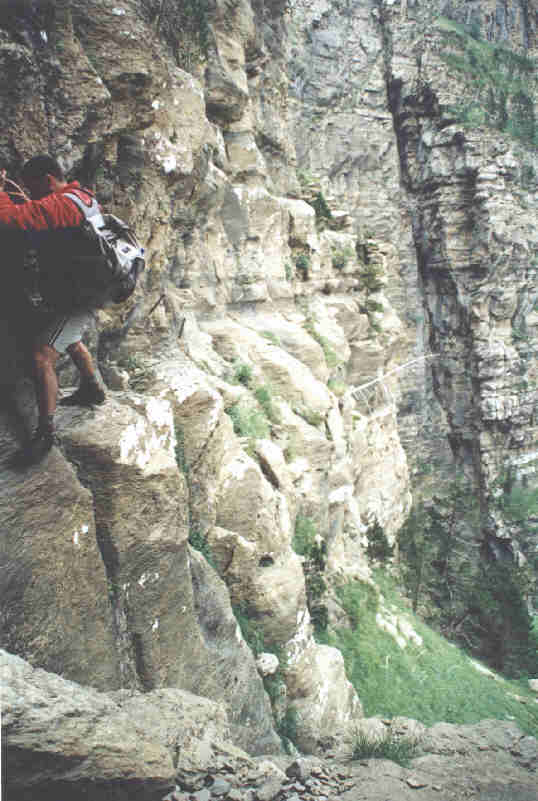
Clavijas de Cotatuero
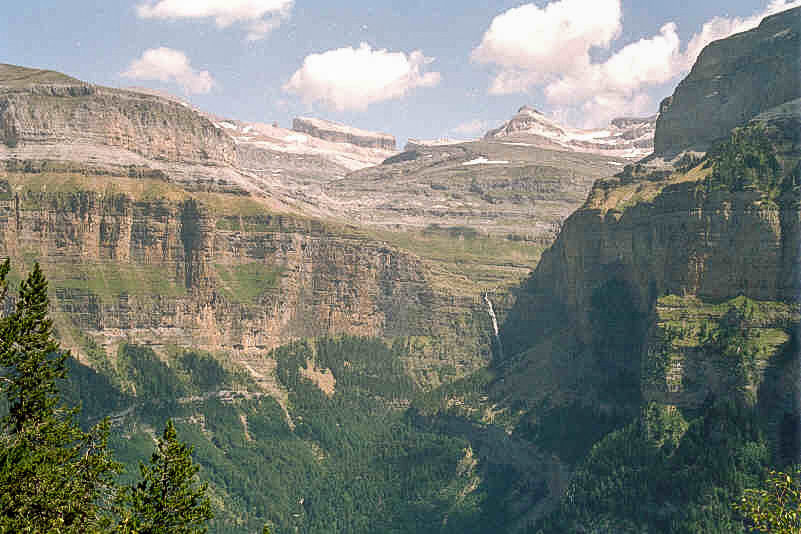
Circo de Cotatuero desde la Senda de Cazadores
Circo de Soaso y Macizo del Monte Perdido
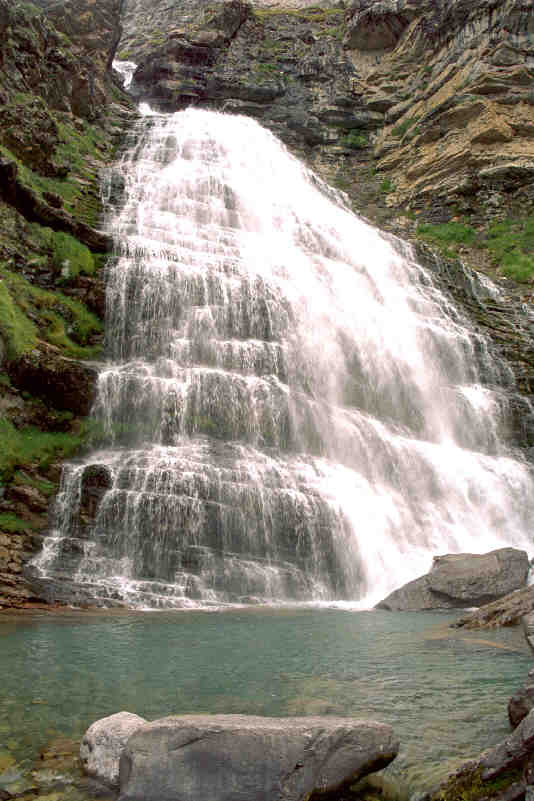
Cascada de Soaso o Cola de Caballo
Monte Perdido (izquierda) y Cilindro (derecha) vistos desde el norte
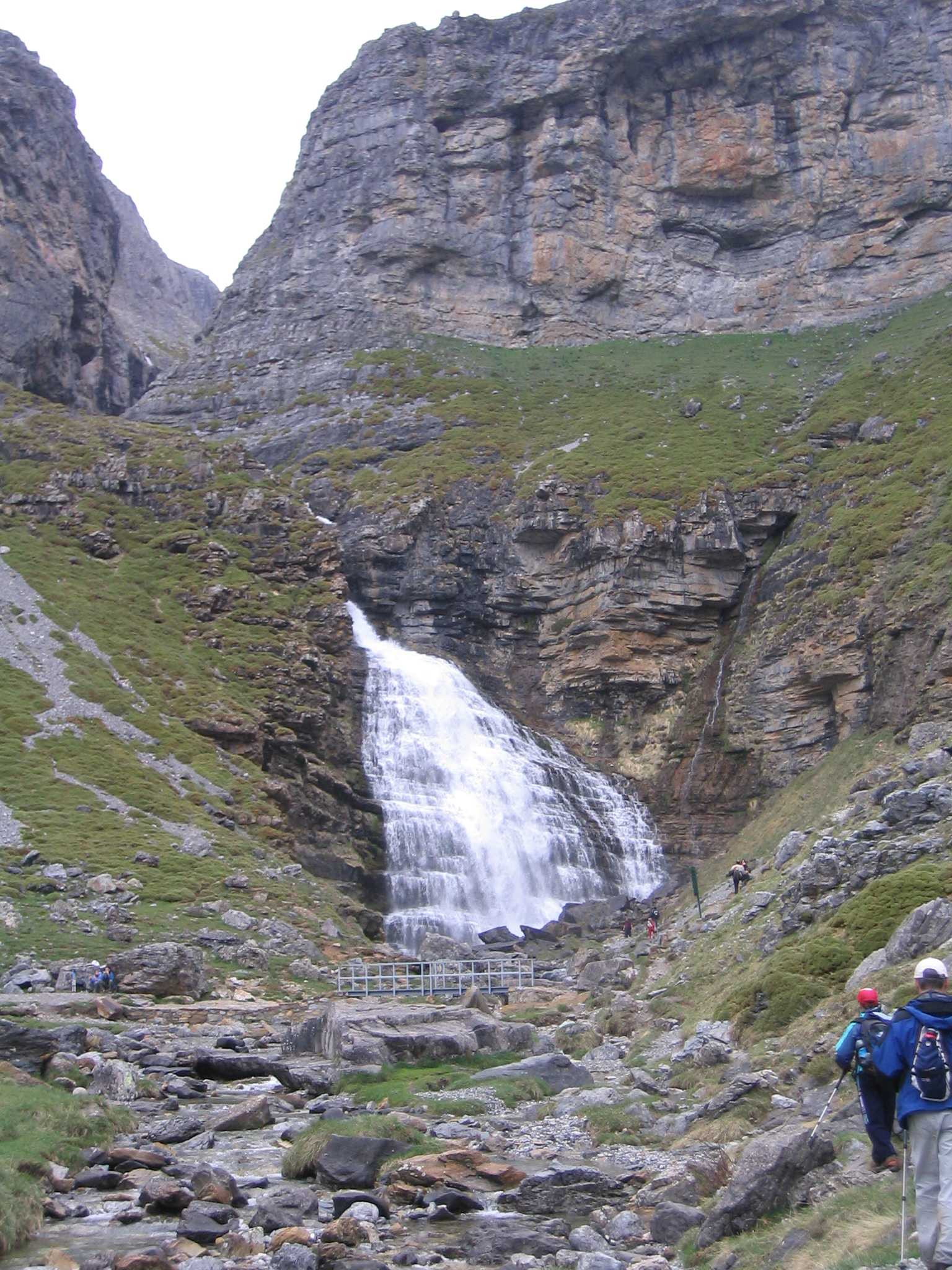
Circo de Soaso y Cola de Caballo
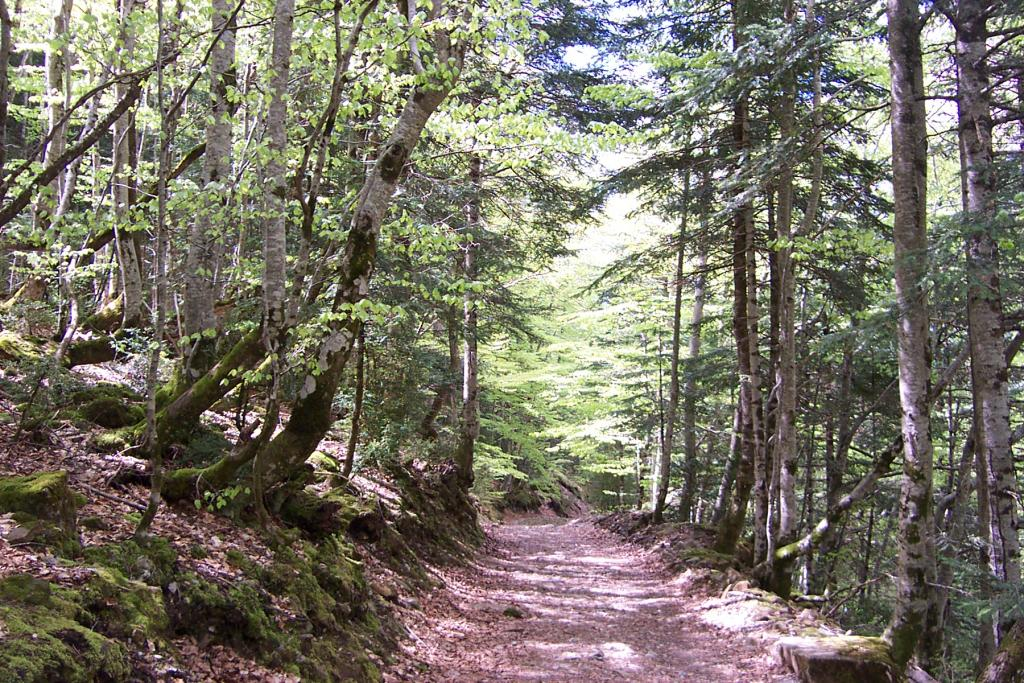
Camino en el Parque de Ordesa y Monte Perdido
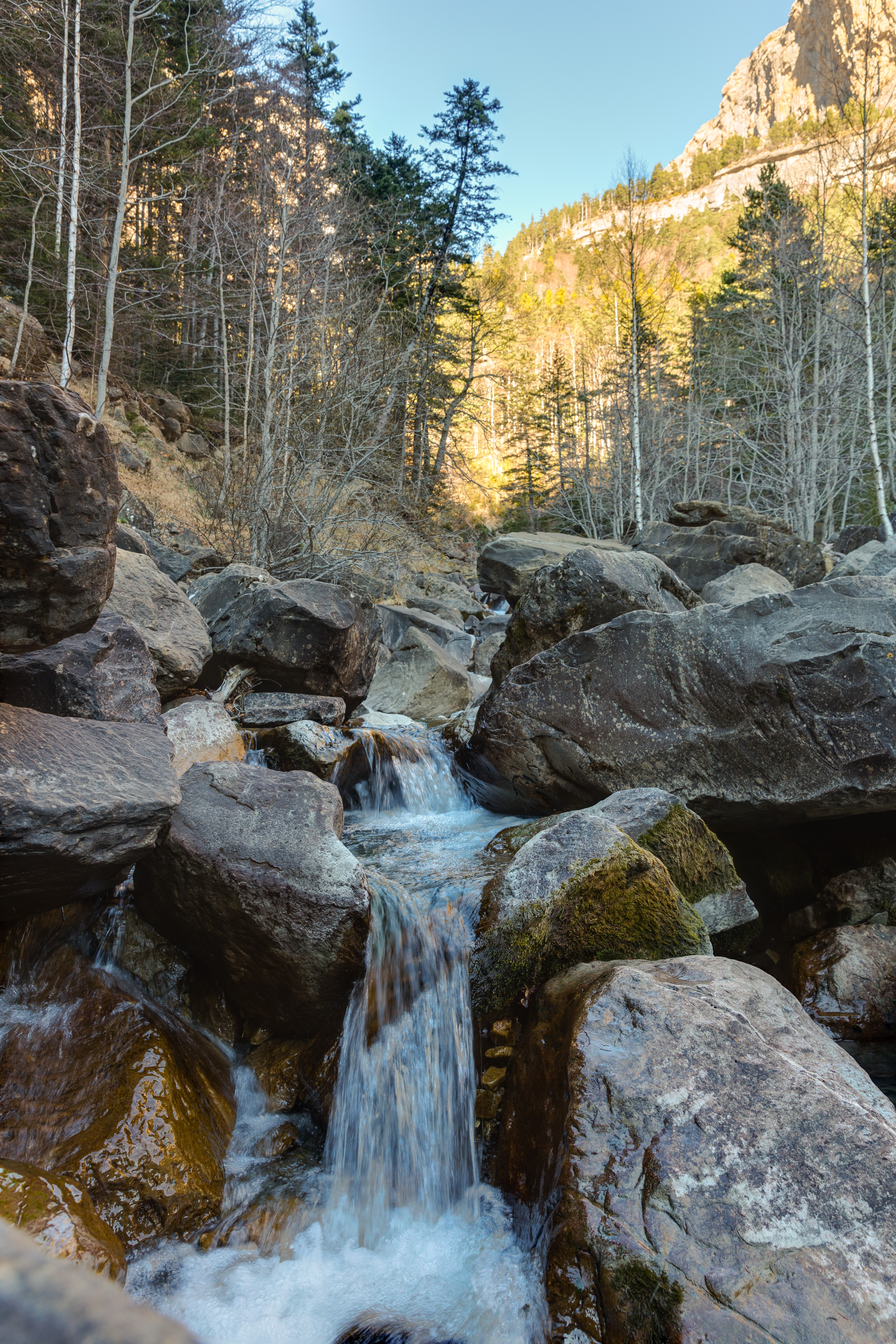
Arroyo en Cotatuero